# Liste der Biografien/Rik
Liste der Biografien |
Portal Biografien |
Personensuche
# |
A |
B |
C |
D |
E |
F |
G |
H |
I |
J |
K |
L |
M |
N |
O |
P |
Q |
R |
S |
T |
U |
V |
W |
X |
Y |
Z |
?
 
Ra |
Rb |
Rd |
Re |
Rh |
Ri |
Rj |
Rk |
Rl |
Rm |
Rn |
Ro |
Rr |
Rs |
Rt |
Ru |
Rv |
Rw |
Rx |
Ry |
Rz
 
Ria |
Rib |
Ric |
Rid |
Rie |
Rif |
Rig |
Rih |
Rii |
Rij |
Rik |
Ril |
Rim |
Rin |
Rio |
Rip |
Riq |
Rir |
Ris |
Rit |
Riu |
Riv |
Riw |
Rix |
Riy |
Riz
Die Liste der Biografien führt alle Personen auf, die in der deutschsprachigen Wikipedia einen Artikel haben. Dieses ist eine Teilliste mit 52 Einträgen von Personen, deren Namen mit den Buchstaben „Rik“ beginnt.

## Rik
- RIK (1962–2011), österreichischer Liederbarde, Pianist und Gymnasialprofessor

### Rika
- Rikaart, Greg (* 1977), US-amerikanischer Schauspieler
- Rikabi, Ali Rida ar- (1868–1943), jordanischer und syrischer Politiker
- Rikabi, Fuad ar- (1931–1971), irakischer Politiker
- Rikal, Ronny (* 2002), österreichischer Fußballspieler
- Rikala, Anne (* 1977), finnische Kanutin
- Rikanović, Nikola (* 1970), serbischer Künstler
- Rikardsson, Richard (* 1974), schwedischer Snowboarder

### Rikd
- Rikdag, Markgraf von Meißen

### Rike
- Rike, Berthold († 1436), deutscher römisch-katholischer Geistlicher an der römischen Kurie, Domkustos in Breslau und Dompropst von Lübeck
- Rike, Gottfried († 1336), Domherr in Münster
- Riker, Andrew L. (1868–1930), US-amerikanischer Ingenieur und Automobilpionier
- Riker, Robin (* 1952), US-amerikanische Schauspielerin
- Riker, Samuel (1743–1823), US-amerikanischer Politiker und Offizier in der Kontinentalarmee
- Riker, William Harrison (1920–1993), US-amerikanischer Politikwissenschaftler
- Riker-Fox, Josh (* 1983), kanadischer Fünfkämpfer

### Rikh
- Ríkharður Jónsson (1929–2017), isländischer Fußballspieler, -trainer und -manager

### Riki
- Riki (* 1992), italienischer Popsänger
- Rikidōzan (1924–1963), japanischer Sumōtori, Wrestler und Wrestling-Funktionär
- Rikinza von Gernrode, Äbtissin des Stiftes St. Cyriakus in Gernrode
- Rikishi (* 1965), US-amerikanischer WrestlerRikishi (* 1965)

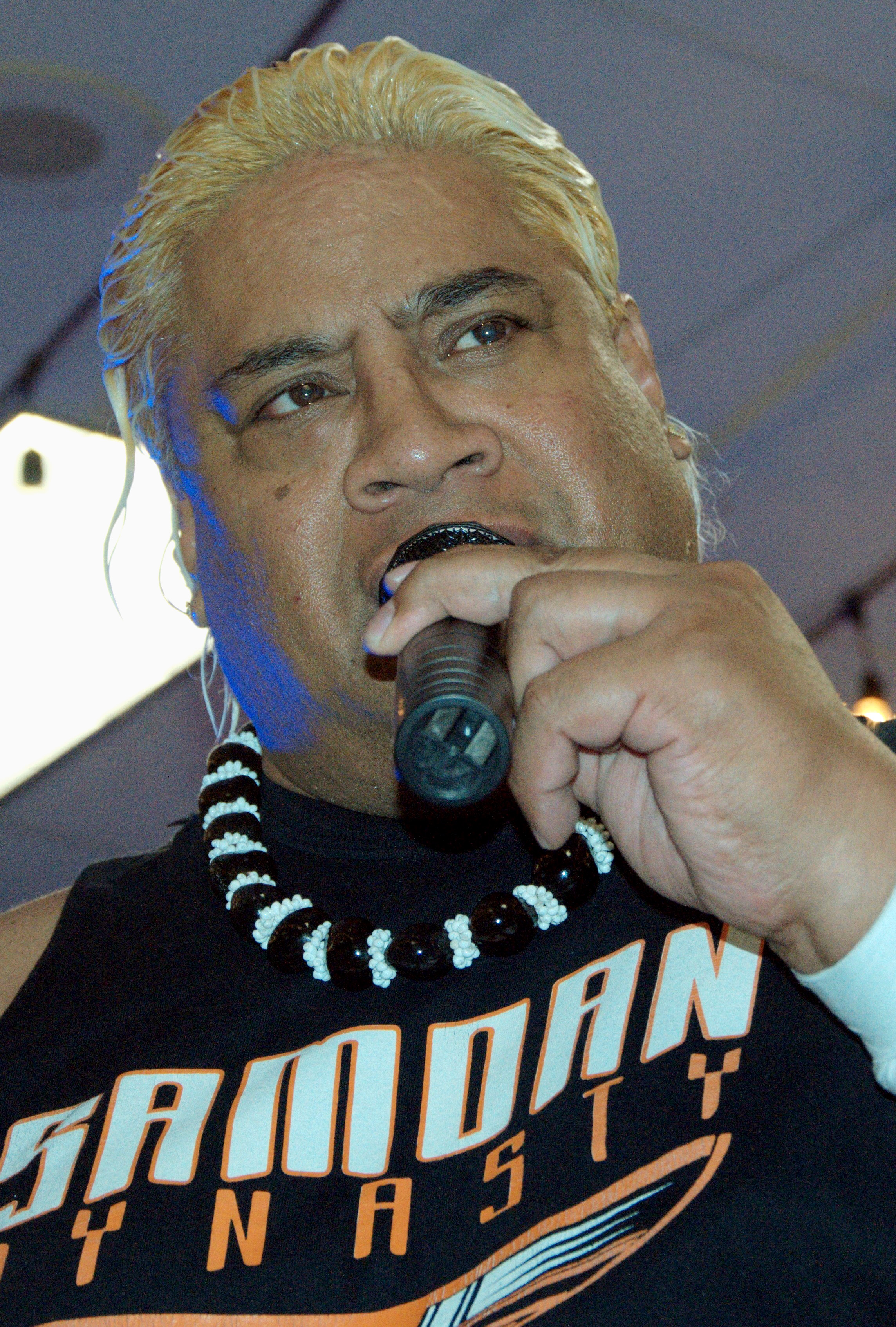
Rikishi (* 1965)

- Rikissa von Dänemark (1174–1220), schwedische Königin
- Rikissa von Polen (* 1116), polnische Prinzessin aus der Familie des Piasten
- Rikitsa Birgersdatter († 1288), Königin von Norwegen (1251–1257); Fürstin von Werle–Güstrow (1262–1288)
- Rikiyasu, Shōgo (* 1998), japanischer Fußballspieler

### Rikk
- Rikki (* 1956), britischer Popsänger

### Rikl
- Rikl, David (* 1971), tschechischer Tennisspieler
- Rikl, Patrik (* 1999), tschechischer Tennisspieler
- Rikli, Arnold (1823–1906), Schweizer Naturarzt
- Rikli, August (1864–1933), Schweizer Politiker und Arzt
- Rikli, Erika (1907–2002), Schweizer Ökonomin und Frauenrechtlerin
- Rikli, Karl (1791–1843), Schweizer evangelischer Geistlicher
- Rikli, Martin (1868–1951), Schweizer Botaniker
- Rikli, Martin (1898–1969), Schweizer Regisseur und Dokumentarfilmer
- Rikli, Samuel Friedrich (1829–1885), Schweizer Unternehmer und Politiker
- Riklin, Alois (* 1935), Schweizer Politikwissenschaftler
- Riklin, Franz (1941–2022), Schweizer Rechtswissenschaftler
- Riklin, Franz Beda (1878–1938), Schweizer Psychiater und Maler
- Riklin, Kathy (* 1952), Schweizer Politikerin (Christlichdemokratische Volkspartei)
- Riklin, Roman (* 1971), Schweizer Komponist, Musiker und Autor
- Riklin, Ulrich (* 1951), Schweizer Buchhändler und Verleger
- Riklin-Schelbert, Antoinette (1920–2015), Schweizer Gold- und Silberschmiedin
- Riklis, Eran (* 1954), israelischer Filmregisseur
- Riklis, Meshulam (1923–2019), israelischer Finanzier und GeschäftsmannMeshulam Riklis (1923–2019)

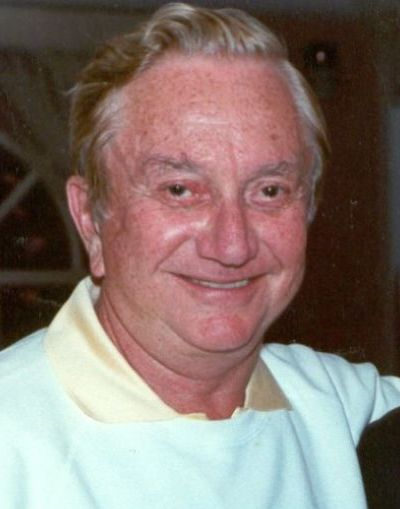
Meshulam Riklis (1923–2019)

### Riko
- Rikord, Pjotr Iwanowitsch (1776–1855), russischer Admiral

### Rikr
- Rikrok (* 1972), britisch-jamaikanischer Reggae-Musiker

### Riks
- Riks, Stevie (* 1967), britischer Comedian, Imitator, Comedy-Autor, Synchronsprecher und Musiker
- Riksman, Juuso (* 1977), finnischer Eishockeytorwart

### Rikt
- Rikterė, Rūta (* 1963), litauische Pianistin und Musikpädagogin

### Riku
- Rikudō, Kōshi (* 1970), japanischer Manga-Zeichner
- Rikus, Josef (1923–1989), deutscher Bildhauer
- Rikus, Susanne (* 1968), deutsche Künstlerin